# Cité Nicolas-Poussin
La cité Nicolas-Poussin est une voie du quartier du Montparnasse du 14e arrondissement de Paris, en France. 

## Situation et accès

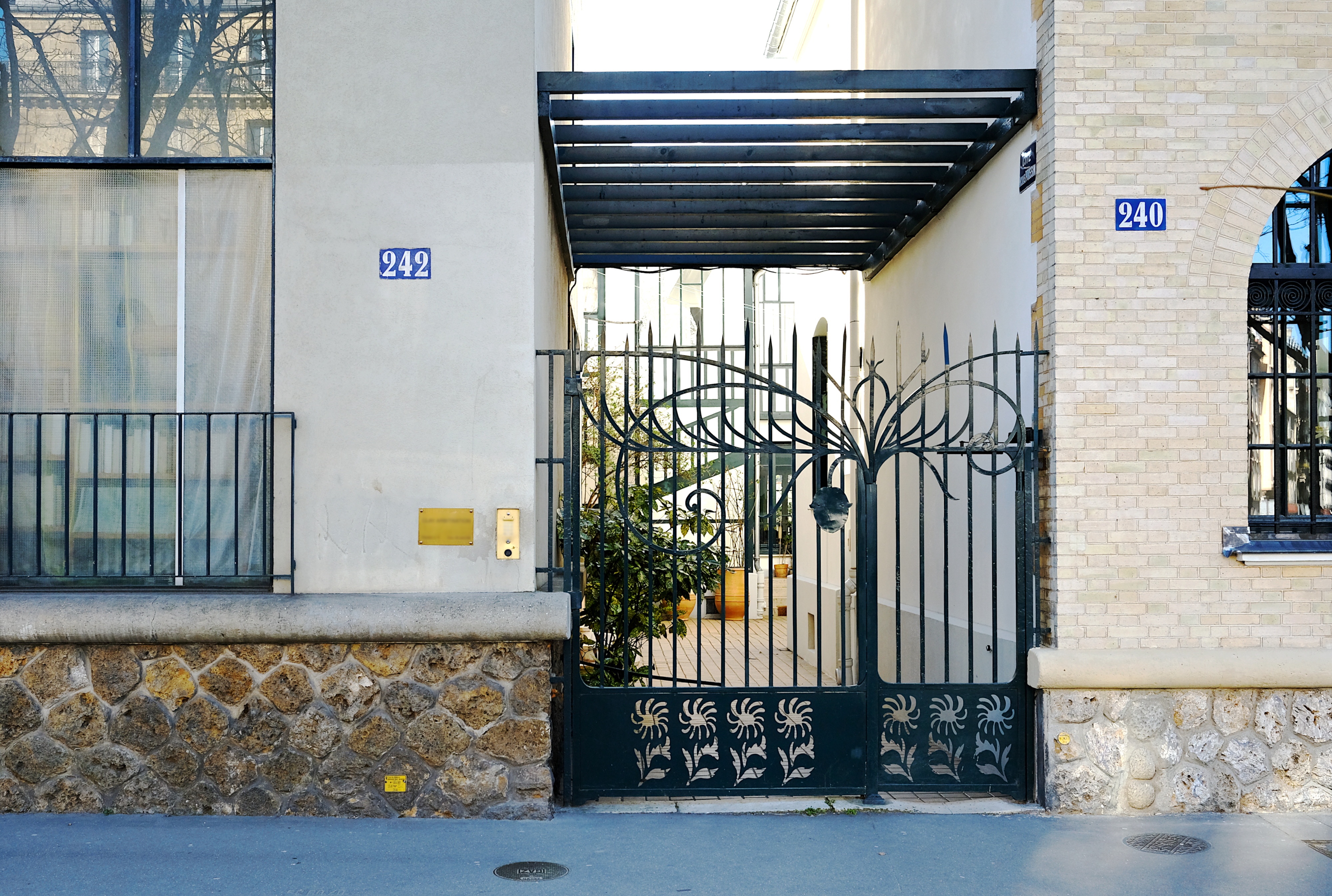
Entrée de la cité.

La cité Nicolas-Poussin est une voie privée située dans le 14e arrondissement de Paris. Elle débute au 240, boulevard Raspail et se termine en impasse.
Cette cité est constituée d'un ensemble de deux bâtiments, respectivement au 242 et au 240 du boulevard Raspail, séparés par un passage, (dont l’extrémité nord-est, sur le boulevard, est clos d’une grille) et donnant sur une cour où est situé un ensemble d'ateliers d'artistes. La cité est bordée sur l’arrière, sur son côté sud-ouest, par le cimetière du Montparnasse.
Le 242 est divisé en plusieurs appartements. Tous les ateliers sont équipés de grandes baies vitrées.

## Origine du nom
Jules Huet de Froberville baptisera cet ensemble "Cité Nicolas Poussin" en référence au peintre français Nicolas Poussin (1594-1665). 

## Historique
Jules Huet de Froberville acquiert les terrains en 1903 et sur les plans de sa femme, Sidonie de Hauteclocque, fait construire deux maisons symétriques donnant sur une cour où furent édifiés des petits pavillons avec des ateliers destinés à loger des artistes. La construction est confiée à l’artiste peintre, architecte et décorateur Louis Süe (1875-1968), (arrière-petit-neveu de l'écrivain Eugène Sue). L'hôtel particulier de ce commanditaire s'entoure d'un immeuble de rapport pourvu d'ateliers d'artistes, dont deux en duplex et, au fond des parcelles, de pavillons également pourvus d'ateliers.
Parmi les artistes ayant demeuré dans ces bâtiments, on peut citer les peintres Pablo Picasso, de 1911 à 1913 et Léon Broquet, de 1906 à 1929, et aussi Ilya Ehrenbourg. L'école César-Franck s'y installera en 1935.